# Gilles Marchand
Gilles Marchand (Marsiglia, 18 giugno 1963) è uno sceneggiatore francese.

## Biografia
Come sceneggiatore si è fatto notare all'inizio del nuovo millennio coi film Risorse umane di Laurent Cantet ed Harry, un amico vero di Dominik Moll. Ha esordito alla regia di un lungometraggio nel 2003 con Qui a tué Bambi?.

## Filmografia

### Sceneggiatore
- L'Étendu, regia di Gilles Marchand – cortometraggio (1987)
- Joyeux Noël, regia di Gilles Marchand – cortometraggio (1994)
- Les Sanguinaires, regia di Laurent Cantet – film TV (1997)
- Risorse umane (Ressources humaines), regia di Laurent Cantet (1999)
- C'est plus fort que moi, regia di Gilles Marchand – cortometraggio (1999)
- Harry, un amico vero (Harry, un ami qui vous veut du bien), regia di Dominik Moll (2000)
- Le Lait de la tendresse humaine, regia di Dominique Cabrera (2001)
- Les Âmes câlines, regia di Thomas Bardinet (2001)
- Bon Voyage, regia di Jean-Paul Rappeneau (2003)
- Luci nella notte (Feux rouges), regia di Cédric Kahn (2004)
- Due volte lei (Lemming), regia di Dominik Moll (2005)
- L'Avion, regia di Cédric Kahn (2005)
- L'Éclaireur, regia di Djibril Glissant (2006)
- L'Autre Monde, regia di Gilles Marchand (2010)
- Manù, regia di Jérémie Elkaïm – cortometraggio (2010)
- Main dans la main, regia di Valérie Donzelli (2012)
- Eastern Boys, regia di Robin Campillo (2013)
- La Dame dans l'auto avec des lunettes et un fusil, regia di Joann Sfar (2015)
- Marguerite & Julien - La leggenda degli amanti impossibili (Marguerite et Julien), regia di Valérie Donzelli (2015)
- Des nouvelles de la planète Mars, regia di Dominik Moll (2016)
- Dans la forêt, regia di Gilles Marchand (2016)
- Only the Animals - Storie di spiriti amanti (Seules les bêtes), regia di Dominik Moll (2019)
- Ils sont vivants, regia di Jérémie Elkaïm (2021)
- La notte del 12 (La Nuit du 12), regia di Dominik Moll (2022)
- La nuit se traîne, regia di Michiel Blanchart (2024)
- Enzo, regia di Robin Campillo (2025)
- Dossier 137, regia di Dominik Moll (2025)

### Regista
- L'Étendu – cortometraggio (1987)
- Joyeux Noël – cortometraggio (1994)
- C'est plus fort que moi – cortometraggio (1999)
- Qui a tué Bambi? (2003)
- L'Autre Monde (2010)
- Dans la forêt (2016)
- Grégory – miniserie TV, 5 puntate (2019)

### Attore
- Les Sanguinaires, regia di Laurent Cantet – film TV (1997)

## Riconoscimenti
- Premi César
  - 2001 – Candidatura alla migliore sceneggiatura originale o il miglior adattamento per Harry, un amico vero
  - 2001 – Candidatura alla migliore sceneggiatura originale o il miglior adattamento per Risorse umane
  - 2004 – Candidatura alla migliore opera prima per Qui a tué Bambi?
  - 2020 – Candidatura al miglior adattamento per Only the Animals - Storie di spiriti amanti
  - 2023 – Miglior adattamento per La notte del 12
- European Film Awards
  - 2000 – Candidatura alla migliore sceneggiatura per Harry, un amico vero
- Premio Lumière
  - 2023 -  Migliore sceneggiatura per La notte del 12